# صبري مدلل
صبري مدلل (1337- 1427 هـ/ 1918- 2006 م) فنان وملحِّن سوري اشتَهَر بالغناء الديني والموشَّحات والمقامات في مدينة حلب.

## ولادته ونشأته
ولد محمد بن أحمد المدلَّل المعروف باسم (صبري مدلَّل) عام 1337هـ/ 1918م، في حيِّ المشارقة بمدينة حلب، لأب عُرف بالاستقامة والأمانة والتواضع وحبِّ العلم، وقد اكتشف جمالَ صوت ابنه باكرًا، بقراءة القرآن لدى شيخ الكتَّاب أحمد المصري، ثم بإنشاده بعضَ التواشيح في حلقة الذِّكر التي كان يصحبه إليها، وهو لم يتجاوز السادسة.
وفي الثانية عشرة دفعه إلى المعلم عمر البطش الذي رعاه وقاده إلى الطريق الأصيلة في الفن التي تابع فيها حتى أضحى علَمًا يُشار إليه، وتعلَّم أيضًا عزف العود والآلات الإيقاعية التي أسره حبُّها. وقد أسماه أبوه (محمدًا) ولكن لمَّا احترف الطرب والغناء اختار لنفسه اسم (صبري) تيمُّنًا بالملحِّن المصري الطبيب أحمد صبري النجريدي الذي غنَّت أم كلثوم من ألحانه في بواكيرها.
اتصل بالمطرب أحمد الفقش، فأخذ عنه فن غناء الموَّال وأسلوب أداء قصة المولد النبوي الشريف والمدائح النبوية عند أصحاب الطريقة الشاذلية، ثم اتصل بالمطرب أسعد سالم فتعلَّم منه فن غناء القصيدة بنوعيه الارتجالي والملحَّن. وأسهمت محفوظاته الغنائية لأعمال محمد عثمان، وعبدو الحامولي، وداوود حسني، وصبري النجريدي، وزكريا أحمد، في نُضج شخصيته الفنية مطربًا. وساعدت شهرته بالإنشاد الديني على دعم انطلاقته مطربًا عندما غنَّى من إذاعة حلب عام 1949م بعضَ ألحان صديقه الملحِّن بكري الكردي، ولاسيما أغنيته الشهيرة (ابعت لي جواب)، وأغنيته (يجي يوم وترجع تاني) وهما للشاعر الحلبي حسام الدين الخطيب. وغنَّى لصبري النجريدي (الورد والفل والياسمين) ولزكريا أحمد (يا حلاوة الدنيا).
ثم ترك الإذاعة ليُنشئَ عام 1954م فرقةَ إنشاد للمدائح النبوية، مع فؤاد خانطوماني وعمر النبهان وأحمد المدني، مختصة بالغناء الديني، على غِرار فرقة مُسلَّم البَيطار وفرقة توفيق المنجد في دمشق، مع رفعه الأذان بصوته في عدد من المساجد، مذ كان طفلًا وإلى آخر عمره. وضمَّت فرقة المدلل كبار المنشدين في حلب، ودأبت على إحياء الحفَلات الدينية وحفَلات الطرب مع الفرقة الموسيقية، والتزمت بإحياء حفَلات المولد الشريف، والنصف من شعبان، وليلة الإسراء والمعراج، وليالي رمضان، وقد استقطبت حفلات هذه الفرقة التي كانت تُقام في الجوامع والزوايا الصوفية جمهورًا كبيرًا، فضمَّ إليها عناصر من العازفين المتقنين، وظلَّ يقدم مع فرقته الإنشاد الديني والغناء الدنيوي معًا.

## نشاطه الفني
في جامع الكلتاوية عرف الباحثُ الموسيقي الفرنسي كريستيان بوخيه فرقةَ المدلل، فسجَّل لهم أسطوانتهم (مؤذنو حلب). وفي عام 1975م نظم لهم حفلة في قصر الثقافة بباريس كانت فاتحةَ عهد جديد للإنشاد الديني في أوروبا، ثم دُعيت الفرقة إلى مهرجان الموسيقا العربية (لامونديال La Mondial 1986)، فأثبتت قدرتها، وظهرت أهميةُ الحاج صبري في قيادتها.
وشارك صبري المدلل وقد تجاوز الخامسة والسبعين من عمره في حفَلات ومهرجانات عدَّة، منها مهرجان الموسيقا العربية في باريس عام 1989م، محققًا نجاحًا لم يتوقعه، دُعي في إثره في العام نفسه إلى الغناء في مهرجان قرطاج في تونس، فحقق نجاحًا عظيمًا. ثم دُعي ثانية إلى تونس عام 1996 للغناء بمناسبة اقتناء الحكومة التونسية قصر الزهراء من ورثة الباحث الموسيقي البارون رودولف ديرلانجيه R.D’Erlanger الذي كان يملكه في بلدة سيدي بو سعيد القريبة من العاصمة تونس؛ لاهتمام صبري المدلل بالتراث وأساليب أدائه، فأعاد إلى القصر الأجواء الموسيقية البهيجة التي كان يعيشها في حياة صاحبه.
وتعاقد المدلل وقد تجاوز الثمانين من عمره مع فرقة الكندي التي أسَّسها عازف القانون الفرنسي جوليان فايس، على إقامة حفلات غنائية في مختلِف أنحاء العالم، فغنَّى في العواصم الأوربية وفي البرازيل وأستراليا، مقدِّمًا إبداعه باسم (السهرة الحلبية) للتعريف بما تمتاز به من تراث موسيقي. وشارك أيضًا في الكثير من المهرجانات المحلية في سوريا والعربية والدَّولية.
وخلَّف مدلَّل الكثير من الألحان وجُلها ألحان دينية منها: يا نبي سلام عليك، وراحت الأطيار تشدو، وأحمد يا حبيبي سلام عليك، وحيوا الهادي بذكرى الإسراء.
وحافظ إلى آخر عمره على ما ورثه من أساليب الأداء والغناء والانتقاء، فلم يخرج عن الجمل الموسيقية القديمة، ولم يتصرَّف فيها إلا في حدود الجماليات، وما يناسب إمكاناته الصوتية العالية التي درَّبها أحسنَ تدريب، وكان لا يعجبه من الألحان إلا الرصين، ولا يُقنعه سوى ما أتقن صنعه، واستكمل حظَّه من المراجعة والتنقيح والتدبيج، وهذا ما تجلَّى في ألحانه، فقد استلهم ما حفظته ذاكرته من أعمال سيد درويش، ومحمد القصبجي، ومحمد عبد الوهَّاب، وزكريا أحمد، وداود حسني. فأعطى لونًا جميلًا، في أثوابٍ لم يعرفها الإنشادُ الديني ولم يعهد مثلها في قوالبه. وأمضى سنواته الأخيرة في المواظبة على عمله مؤذنًا في الجامع الأموي الكبير في حلب.

## كتبوا عنه
كُتبَ عنه الكثير وعن أسلوبه الغنائي، وطريقة أدائه، ومواضيع موشَّحاته، ومقاماته وألحانه، وأُجريت لقاءاتٌ عديدة معه في التلفزيون السوري ومحطَّات أُخرى عربية وأجنبية، وظهرت كتب عن فنه ومقالات عديدة عنه، ومن هذه الأعمال:
- (شيخ المطربين صبري مدلل) للباحث والموسيقي محمد قدري دلال، صدر عن وِزارة الثقافة السورية.
- (الكتيِّب المُجلَّل بألحان صبري المدلَّل) جمع وإعداد قاسم الترَّاس، مراجعة وتدقيق محمد حمادية مدير فرقة التراث (وهو ابن أخت صبري المدلل)، دار الأنس، 1999م.[5]
- (مقامات المسرَّة) فِلم وثائقي عنه يحكي تاريخه، أنجزه المخرج السوري محمد ملص.

وقال مخرجه محمد ملص: هذا الفِلم حين وجدَ طريقه إلى المحطَّات الموسيقية المتخصِّصة خارج العالم العربي، لم يُعرَض في أيِّ محطة تلفازية عربية! حتى التلفاز السوري حين أجرى لقاء تحضيرًا لحلب عاصمة الثقافة الإسلامية اقترحتُ عرض الفِلم في حلب بغيةَ وصوله إلى صبري مدلل نفسه قبل أن يموت، لكنَّ ذلك لم يتحقق! أقول هذا لشعوري بالألم وبالإدلاء بشهادة موت حين أردتُّ لنفسي أن أكونَ شاهدًا على حياة وليس على موت!

## تكريمه
- في عام 2000م كرَّمه المجمع الموسيقي العربي في مؤتمره السادس المنعقد في دمشق، وقدَّمت له التكريم الدكتورة نجاح العطَّار وزيرة الثقافة حينئذ.[7]

## وفاته
توفي صبري مدلل في حلب عام 1427هـ/ 2006م، بعد مرض عضال ألمَّ به، وأقعده في منزله بمدينة حلب، ودُفن بمقبرة الصالحين فيها.

## الملاحظات
1. ↑  ذكرت أكثر المصادر أنه وُلد بحيِّ الجَلُّوم، وخطَّأ ذلك ابنُ أخته الأستاذ محمد حمادية مدير فرقة التراث، مؤكِّدًا أنه ولد في حيِّ المشارقة. انظر المرئية: إضاءة على حياة شيخ الطرب الحلبي صبري مدلل، في الوصلات الخارجية.
2. ↑  هو شاعر حلبي، وليس  الدكتور حسام الخطيب الفلسطيني السوري أستاذ الأدب المقارن بجامعة دمشق قديمًا، ولا الأستاذ محمد حسام الدين الخطيب مؤرِّخ دارَيَّا وأديبها صاحب "تاريخ داريا الكبرى".

## وصلات خارجية
- صبري مدلل.. مؤذن حلب وآخر شيوخ الطرب في سوريا
- الفيلم الكامل (مقامات المسرَّة) عن صبري مدلل Sabri Mdalal عام 1997م - إخراج محمد ملص Syria
- إضاءة على حياة شيخ الطرب الحلبي صبري مدلل | صباح سوريا
- صبري مدلل - تروح وتنسى ودادي (قمة الطرب الحلبي)
- صبرى مدلل - من تسجيلات ألمانيا 1998